# 保盈大道站
保盈大道站是广州地铁5号线的一个车站，位於中国广东省广州市黄埔区开发大道保盈大道口的地底。2023年12月28日随5号线东延段通车而启用。

## 车站结构

### 车站楼层
本站共设有两层。其中地面为车站出入口、开发大道、保盈大道、广州保税区及邻近建筑；地下一层为站厅；地下二层为5号线站台。
與5號線东延段各站一樣，車站墙面使用了全白色玻璃幕板裝修，站顶天花线条装饰配色为靛青色。
| 地下一层 | 站厅                       | 售票機、客服中心、商店、警务室、安检设施 |  |  |
| 地下二层 | 2 站台                     | █5号线 滘口方向（下站：夏园）            |  |  |
|          | 岛式站台（卫生间、母婴室） |                                          |  |  |
|          | 1 站台                     | █5号线 黄埔新港方向（下站：夏港）        |  |  |

### 站厅
保盈大道站站厅設有自动售票機及智能客務中心。

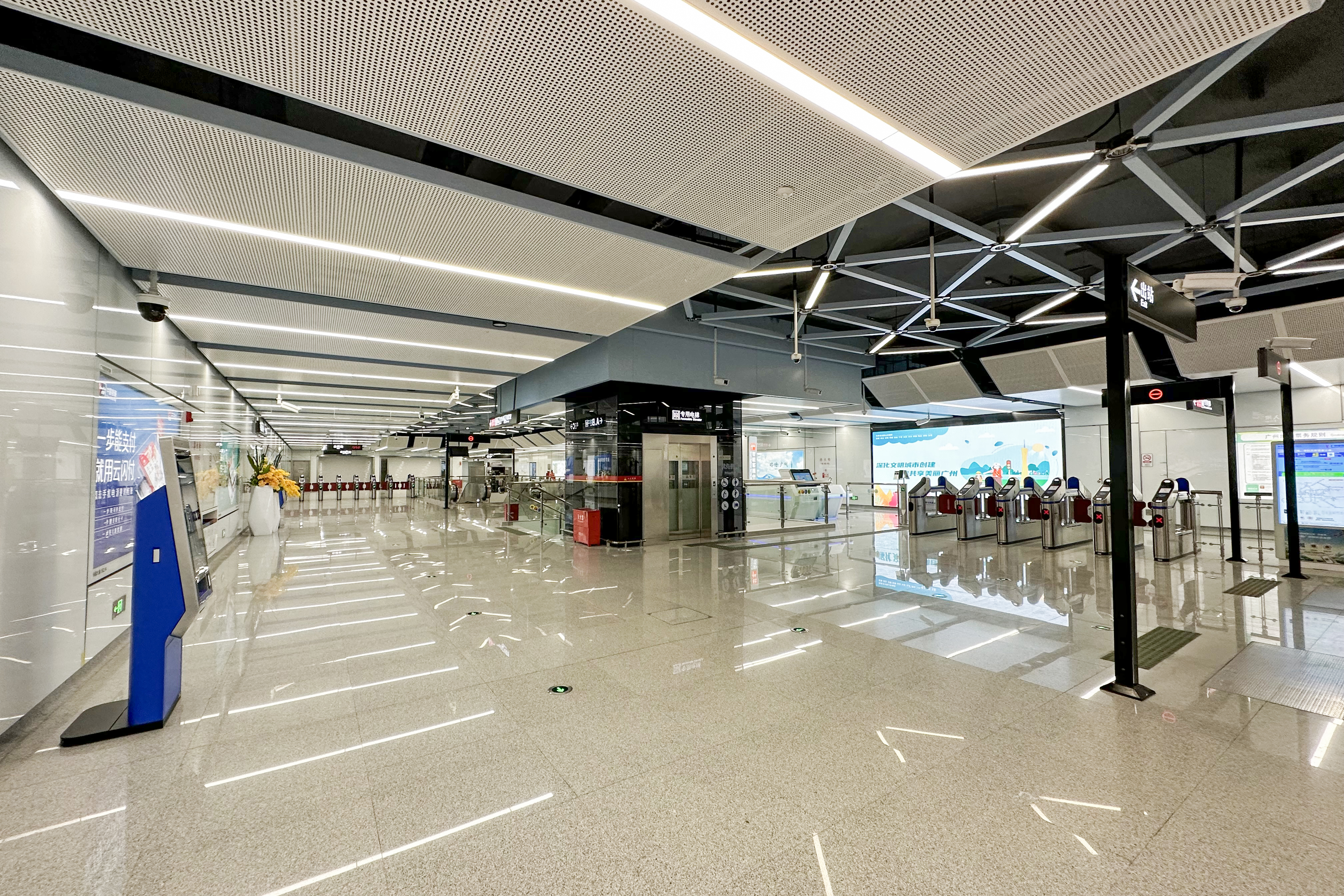
站厅

为方便行人进出，保盈大道站站厅西侧被划分为收费区，收费区内设有专用电梯、多条扶手电梯及楼梯方便乘客前往月台。

### 站台

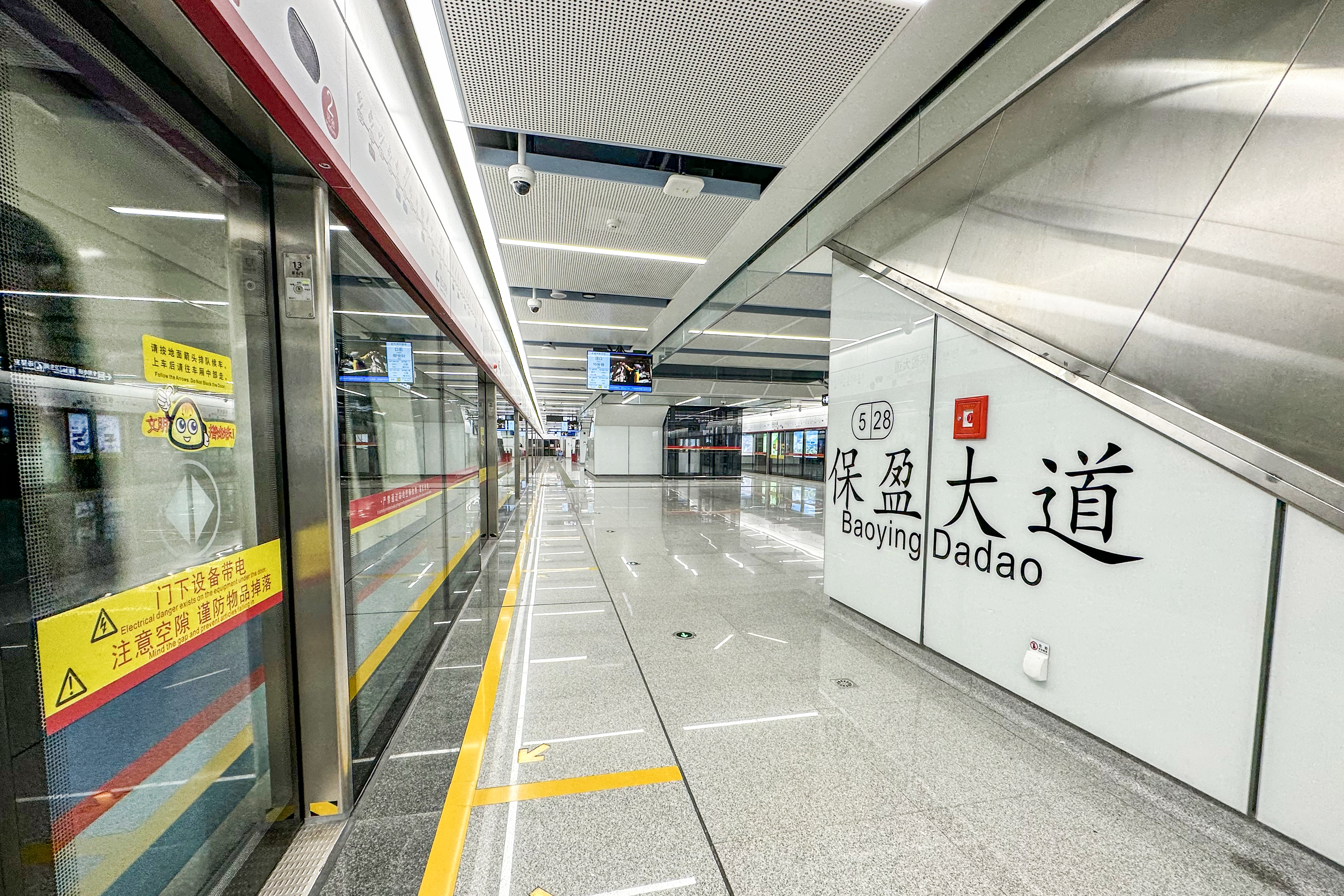
2号站台

本站将设有一个岛式站台，位于开发大道的地底。本站的卫生间及母婴室设于站台往黄埔新港方向的一端。

2号月台全景图

此外，本站月台南端设有一条單渡线。

### 出入口
保盈大道站目前设有3个出入口供乘客进出。
|                                           |                                                       |      |          |                          |
| 編號                                      | 设施                                                  | 照片 | 出口指示 | 建議前往的目的地         |
| A                                         | 盲道标志 · 升降机标志 · 无障碍通道标志 · 扶手电梯标志 |      | 开发大道 | 保盈大道公交车站（南行） |
| B                                         | 扶手电梯标志                                          |      | 开发大道 | 保盈大道公交车站（北行） |
| C                                         | 盲道标志 · 扶手电梯标志                               |      | 保盈大道 |                          |
| 註： 設有 \| 設有 \| 設有 \| 設有扶手電梯 |                                                       |      |          |                          |

## 历史
2019年5月，本站正式动工，打下5号线东延段第一根桩。2021年12月，本站完成封顶。2022年6月30日，作为5号线东延段工程最后一个始发的区间，保盈大道至广州开发区区间右线开始始发。
本站在规划和建设时称为保盈大道站。2023年2月27日，廣州市民政局公示5號線东延段初定名，本站仍维持现称，有沿线居民因对「保盈大道」不熟悉，建议使用「墩美」作为本站站名，唯意见最终未被采纳。
2023年12月28日12时，5号线东延段开通运营，本站正式启用。